# Scaphyglottis clavata
Scaphyglottis clavata är en orkidéart som beskrevs av Robert Louis Dressler. Scaphyglottis clavata ingår i släktet Scaphyglottis och familjen orkidéer.
Artens utbredningsområde är Panamá. Inga underarter finns listade i Catalogue of Life.